# Dalbergia polyphylla
Dalbergia polyphylla är en ärtväxtart som beskrevs av George Bentham. Dalbergia polyphylla ingår i släktet Dalbergia, och familjen ärtväxter. Inga underarter finns listade i Catalogue of Life.